# 福岡美容専門学校
福岡美容専門学校（ふくおかびようせんもんがっこう）は、福岡県福岡市中央区荒戸にある私立専修学校。設置者は、福岡県美容生活衛生同業組合。

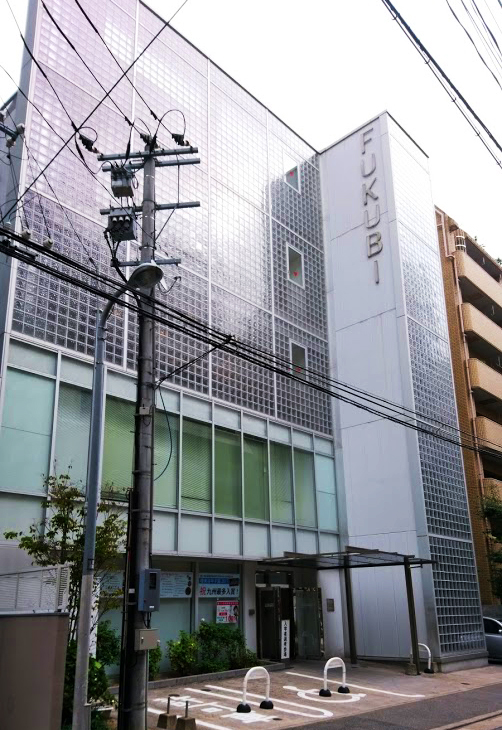
福岡美容専門学校福岡校ビル1

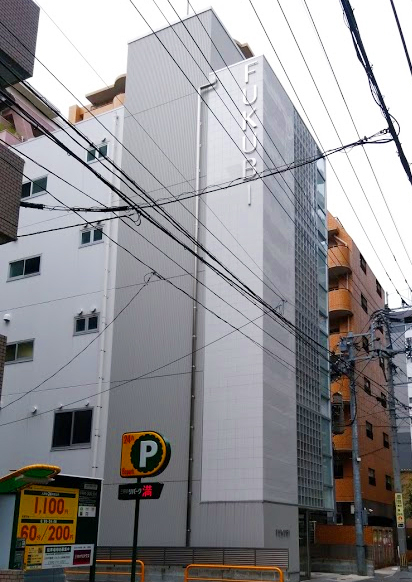
福岡美容専門学校福岡校新校舎ビル

## 沿革
- 1949年 - 開校。「福岡県美容商業協同組合立福岡美容専門学院」 昼間課程第１期生入学（福岡市馬出所在・現博多女子中学校・高等学校付近）。
- 1957年 - 美容師法制定・福岡県美容環境衛生同業組合（現「福岡県美容生活衛生同業組合」）設立。
- 1960年 - 福岡市中央区荒戸（現在地）に移転新築。
- 1964年 - 福岡県の国家試験実技会場となる。
- 1966年 - 北九州市小倉北区上富野（現在地）に北九州校竣工。
- 1968年 - 福岡校荒戸校舎を増改築。
- 1979年 - 学院創立30周年記念式典。卒業生10,000人を超える。
- 1998年 - 現在地に美容会館（新校舎）新築。
- 1999年 - 学院創立50周年。
- 2002年 - 専修学校「福岡美容専門学院福岡校」設置認可。
- 2003年 - 専修学校「福岡美容専門学院北九州校」設置認可。
- 2004年 - 専修学校「福岡美容専門学校福岡校」及び同「福岡美容専門学校北九州校」に校名変更。
- 2008年 - 福岡校 校舎リニューアル・卒業生22,000人を超える。
- 2009年 - 創立60周年記念式典開催・北九州校 校舎リニューアル。
- 2012年 - 北九州校定員を120名に増員。
- 2014年 - 北九州校新館完成。
- 2015年 - 福岡校新館完成・福岡校定員を280名に増員。

## 所在地
- 福岡校：〒810-0062 福岡県福岡市中央区荒戸2-3-12
- 北九州校：〒802-0022 福岡県北九州市小倉北区上富野1-5-59

## 設置学科
- カットコース（2年制）
  - 基礎学
  - ワンレングス
  - グラデーション
  - レイヤー
  - オリジナルスタイル
- メイクコース（2年制）
  - ベーシックメイク
  - スチールメイクアップ
  - 特殊メイク
  - ブライダルメイクアップ＆ヘアアレンジ
  - 商品開発
- エステコース（2年制）
  - 皮膚科学
  - マッサージ
  - パック法
  - 化粧品基礎知識
  - 吸引

## 著名な卒業生
- IKKO（美容家）[1]
- TAKAHIRO（歌手）[2]